# ولاية الغرانيت (اختلال ضال)
«ولاية الغرانيت» (بالإنجليزية: Granite State)‏ هي الحلقة الخامسة عشر وما قبل الأخيرة للموسم الخامس من مسلسل إيه إم سي التلفزيوني الدرامي اختلال ضال، والحلقة 61 وما قبل الأخيرة من المسلسل. الحلقة من إخراج وكتابة بيتر غولد. بُثَّت على إيه إم سي في الولايات المتحدة وكندا في 22 سبتمبر 2013.

## الاستقبال
شاهد الحلقة 6.58 مليون مشاهد في بثها الأصلي.
لاقت الحلقة استحسان النقاد، حيث علق المراجعون على أن التغيير الأبطأ في السرعة من حلقة الأسبوع السابق «أوزيماندياس» سمح بسرد أكثر تأملاً.

## وصلات خارجية
- «ولاية الغرانيت» على الموقع الرسمي لاختلال ضال (بالإنجليزية)
- «ولاية الغرانيت» على قاعدة بيانات الأفلام على الإنترنت (بالإنجليزية)